# الکساندر باریلاری
الکساندر باریلاری (انگلیسی: Alexandre Barillari؛ زادهٔ ۱۹ مارس ۱۹۷۵) یک هنرپیشه اهل برزیل است. وی از سال ۱۹۹۶ میلادی تاکنون مشغول فعالیت بوده‌است.